# ハインリッヒ・パノフカ

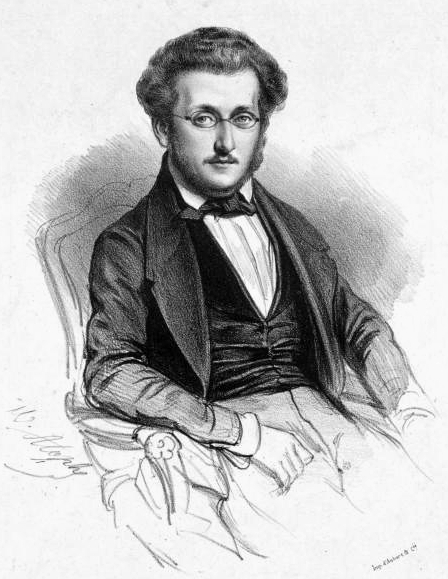
ハインリッヒ・パノフカ

ハインリッヒ・パノフカ（独: Heinrich Panofka、1807年10月3日（リーマンの音楽事典では2日） - 1887年12月18日）は、ドイツ出身の作曲家。声楽家。ヴァイオリニスト。

## 生涯
シレジア地方のブレスラウ（現ポーランド、ヴロツワフ）で生まれた。最初はヴァイオリンをシュトラオホとフォルスターに習い、10歳ですでに演奏会で弾いている。17歳のときにブレスラウの大学を去り、ウィーンへヴァイオリンと作曲を学ぶために赴く。そこでヴァイオリンはマイゼーダーに、作曲はヨアヒム・ホフマンに学んだ。
20歳のとき、ウィーンで独奏会を開いたのち、1829年、22歳でウィーンからミュンヘンに移り、さらに勉学のためベルリンに住むことになったが、1831年に父の死去のため一時ブレスラウに帰る。
1834年になって、彼はヴァイオリニストとしての演奏活動をパリで行い、ベルリオーズのもとで音楽会を開いている。またその頃より声楽に興味を示し、コンセルヴァトワールにおいて、当時声楽家として著名だったボルドーニに歌唱技術を学ぶ。
1842年、ボルドーニと共に、パリに声学院 (Académie de Chantdes Amateurs) を設立し、声学教授も務めた。1844年、彼はロンドンに赴き、王立劇場のアシスタントの一人として契約し、声楽教師として、ジェリー・リンドなど有名歌手を助ける仕事もしたのである。この時代に出版した「Practical Singing Tutor」によって、彼は広く声楽教師としての名を知られるようになった。
1852年、再びパリに戻り、ヴァイオリンの演奏会を行ったり、ヴァイオリン曲（変奏曲、ロンド、その他小品や練習曲）などを作曲すると同時に、新聞の音楽評論等も書くようになる。
1866年からフィレンツェに住むようになるが、これはイタリアの声学の歴史および歌唱様式を学ぶためであった。しかしフィレンツェでの生活は長く続かず、1887年12月18日（リーマン、ベイカーの事典では11月）、この地で彼は世を去った。